# Ordre de bataille confédéré de Chaffin's Farm
Les unités et commandants de l'armée des États confédérés suivants ont combattu lors de la bataille de Chaffin's Farm de la guerre de Sécession. L'ordre de bataille unioniste est indiqué séparément.

## Abréviations utilisées

### Grade militaire
- Général
- Lieutenant général
- Major général
- Brigadier général
- Colonel
- Lieutenant-colonel
- Commandant
- Capitaine
- Premier lieutenant

### Autre
- (b) = blessé
- mb = mortellement blessé
- † = tué
- (PDG) = capturé

## Armée de Virginie du Nord
Général Robert E. Lee

### Premier corps
Lieutenant général Richard H. Anderson
| Division                                         | Brigade                                                                             | Regiments et autres |
| ------------------------------------------------ | ----------------------------------------------------------------------------------- | --- |
| Division de Field Major général Charles W. Field | Brigade du Texas de Gregg Brigadier général John Gregg                              | - 3rd Arkansas Infantry - 1st Texas Infantry - Colonel Frederick S. Bass - 4th Texas Infantry - 5th Texas Infantry                            |
| Division de Field Major général Charles W. Field | Brigade de Benning Colonel Dudley M. Du Bose                                        | - 2nd Georgia Infantry - 15th Georgia Infantry - 17th Georgia Infantry - 20th Georgia Infantry                                                |
| Division de Field Major général Charles W. Field | Brigade d'Anderson Brigadier général George T. Anderson                             | - 7th Georgia Infantry - 8th Georgia Infantry - 9th Georgia Infantry - 11th Georgia Infantry - 59th Georgia Infantry                          |
| Division de Field Major général Charles W. Field | Brigade de Law Colonel Pinckney D. Bowles                                           | - 4th Alabama Infantry - 15th Alabama Infantry - 44th Alabama Infantry - 47th Alabama Infantry - 48th Alabama Infantry                        |
| Division de Field Major général Charles W. Field | Brigade de Bratton Brigadier général John Bratton                                   | - 1st South Carolina Infantry - 2nd South Carolina Rifle - 5th South Carolina Infantry - 6th South Carolina Infantry - Palmetto Sharpshooters |
| Artillerie                                       | 1st Virginia Light Artillery Battalion Lieutenant-colonel Robert Archelaus Hardaway | - 3rd Richmond Howitzers (Virginia) - 1st Rockbridge Artillery (Virginie) - Powhatan Artillery (Virginie) - Salem Flying Artillery (Virginie) |

### Département de Caroline du Nord et de Virginie méridionale
Gen P. G. T. Beauregard
| Division                                      | Brigade                                                   | Régiments et autres |
| --------------------------------------------- | --------------------------------------------------------- | --- |
| Division de Hoke Major général Robert F. Hoke | Brigade de Clingman Colonel Hector M. McKethan            | - 8th North Carolina Infantry - 31st North Carolina Infantry - 51st North Carolina Infantry - 61st North Carolina Infantry                                          |
| Division de Hoke Major général Robert F. Hoke | Brigade de Collquitt Brigadier général Alfred H. Colquitt | - 6th Georgia Infantry - 19th Georgia Infantry - 23rd Georgia Infantry - 27th Georgia Infantry - 28th Georgia Infantry                                              |
| Division de Hoke Major général Robert F. Hoke | Brigade de Hagood Brigadier général Johnson Hagood        | - 11th South Carolina Infantry - 21st South Carolina Infantry - 25th South Carolina Infantry - 27th South Carolina Infantry - 7th South Carolina Infantry Battalion |
| Division de Hoke Major général Robert F. Hoke | Brigade de Martin Brigadier général William W. Kirkland   | - 17th North Carolina Infantry - 42nd North Carolina Infantry - 50th North Carolina Infantry - 60th North Carolina Infantry                                         |

## Département de Richmond
Lieutenant général Richard S. Ewell
| Division             | Brigade                                          | Regiments and Others |
| -------------------- | ------------------------------------------------ | --- |
| Défenses de Richmond | Brigade de Johnson Colonel John M. Hughs         | - 17th Tennessee Infantry - 23rd Tennessee Infantry - 25th Tennessee Infantry - 44th Tennessee Infantry - 63rd Tennessee Infantry - 1st Virginia Reserve Battalion - Commandant James Strange - 2nd Virginia Reserve Battalion - Lieutenant-colonel John H. Guy - 25th Virginia Battalion - Commandant Wyatt Elliott |
| Défenses de Richmond | Brigade de Gary Brigadier général Martin W. Gary | - Légion de Hampton - 7th South Carolina Cavalry - 24th Virginia Cavalry |

### Forces de réserve de Virginie
Major général James L. Kemper
| Division                                                  | Brigade                                                           | Régiments et autres |
| --------------------------------------------------------- | ----------------------------------------------------------------- | --- |
| Division de Barton Major général Seth M. Barton(p109-110) | Défense locale Brigadier général Patrick T. Moore(p109)           | - 1st Virginia LDF Battalion - 2nd Virginia LDF - Colonel Daniel E. Scruggs(p109) - 3rd Virginia LDF - 4th Virginia LDF Battalion - 5th Virginia LDF Battalion - VMI Cadet Company Battalion - Richmond Ambulance Company - Detail Maryland Line |
| Division de Barton Major général Seth M. Barton(p109-110) | Brigade de la ville de Barton Colonel Meriwether Lewis Clark, Sr. | - 1st City Regiment - 2nd City Regiment - 3rd City Regiment - 4th City Regiment - Castle Thunder Company |
| Division de Barton Major général Seth M. Barton(p109-110) | Infanterie indépendante de Richmond                               | - 1st Virginia Militia - 3rd Virginia Reserve Battalion - 19th Virginia Militia - Provost Guard |
| Division de Barton Major général Seth M. Barton(p109-110) | Cavalerie indépendante de Richmond                                | - 1st Virginia LDF Cavalry Battalion - Owen’s City Cavalry Regiment |
| Défense d'artillerie Lieutenant-colonel John C. Pemberton | Première division Lieutenant-colonel John W. Atkinson             | - 10th Virginia Heavy Artillery Battalion - 19th Virginia Heavy Artillery Battalion |
| Défense d'artillerie Lieutenant-colonel John C. Pemberton | Deuxième division Lieutenant-colonel James M. Howard              | - 18th Virginia Heavy Artillery Battalion - 20th Virginia Heavy Artillery Battalion |
| Défense d'artillerie Lieutenant-colonel John C. Pemberton | Bataillon de Lightfoot Lieutenant-colonel Charles E. Lightfoot    | - Caroline Artillery - Second Nelson Artillery - Surry Light Artillery |
| Défense d'artillerie Lieutenant-colonel John C. Pemberton | Bataillon de Stark Commandant Alexander W. Stark                  | - Louisiana Guard Artillery - Mathews Artillery - McComas Artillery |
| Défense d'artillerie Lieutenant-colonel John C. Pemberton | Bataillon de Chaffin’s Bluff Lieutenant-colonel John Minor Maury  | - Goochland Artillery - Norfolk Howitzers - James City Artillery - Pamunkey Artillery - Lunenburg Artillery |